# اتحادیه جهانی ناسیونال سوسیالیست ها
اتحادیه جهانی ناسیونال سوسیالیست (به انگلیسی: World Union of National Socialists) (به اختضار:WUNS) سازمانی است که در سال ۱۹۶۲ به عنوان یک گروه گردهم‌آوردنده برای سازمان‌های نئونازی در سراسر جهان تأسیس شد.

## تاریخ

### تشکیل
این جنبش هنگامی بوجود آمد که رهبر حزب نازی آمریکا، جورج لینکلن راکول، به انگلستان سفر کرد و با رئیس جنبش سوسیالیست ملی کولین جردن ملاقات کرد. در این دیدار هر دو توافق کردند که در جهت ایجاد ارتباط بین‌المللی جنبشکهای نئونازی تلاش کنند. این توافق منجر به بیانیه کوتسولد ۱۹۶۲ شد، که توسط نئونازی‌های ایالات متحده، انگلستان، فرانسه (ساویتری دیوی)، آلمان غربی (برونو لودکه)، اتریش و بلژیک امضا شد.

### تقسیم
پس از ترور راکول در سال ۱۹۶۷ ، کنترل اتحادیه جهانی نازی‌ها به مت کوهل (Matt Koehl) منتقل شد، وی سعی کرد نفوذ گروه را با انتصاب پول ریس حوسن نازیست دانمارکی به عنوان دبیرکل گسترش دهد. با این وجود اختلاف بر سر اصرار کوئل مبنی بر اینکه نازیسم نیز باید به عنوان یک دین عمل کند، آغاز شد و سرانجام وی برای رهبری نسخه خود از عرفان نازی از این احتادیه جدا شد. این شکاف، علی‌رغم تلاش اردن برای احیای مجدد آن، اساساً اتحادیه نازی‌ها را ضعیف کرد و نفوذ آن به شدت کاهش یافت. اردن تا زمان مرگ خود در سال ۲۰۰۹ به عنوان رهبر اسمی سازمان باقی ماند و پس از آن کوهل جانشین وی شد که تا زمان مرگ خود در سال ۲۰۱۴ رهبر تیتر بود.

## گروه‌های مرتبط
تعدادی از گروه‌ها طی سال‌های گذشته به عضویت اتحادیه جهانی ناسیونال سوسیالیست درآمده‌اند.

### قاره آمریکا
با توجه به رهبری راکول و کوهل، حزب نازی آمریکا و جانشین آن، حزب سوسیالیست ناسیونال سوسیال خلق سفید اصلی‌ترین گروه‌های تشکیل دهنده اتحادیه بودند.
در کانادا این گروه توسط حزب نازی کانادا نمایندگی می‌شد، رهبر ویلیام جان بیتی مسئول اتحادیه در این کشور بود.
این گروه همچنین در آمریکای جنوبی از طریق حزب ناسیونال سوسیالیست شیلی فعال بود، گروهی که در شیلی توسط لشکر یکم زرهی اس‌اس لایب اشتاندارته اس‌اس آدولف هیتلر تأسیس شد.

### اروپا
جنبش ملی سوسیالیست و جنبش انگلیس در این احتحادیه۳ عضو بودند.
این اتحادیه توسط حزب کارگران ناسیونال سوسیالیست دانمارک، یک گروه متلاشی از جنبش قدیمی پیش از جنگ وابسته به Sven Salicath، از پیروان نزدیک راکول، و توسط جانشین آن، جنبش ملی سوسیالیست دانمارک، در دانمارک نمایندگی می‌شود.
حزب رایش نوردیک سوئد استقلال خود را حفظ کرد اما با اتحادیه جهانی ناسیونال سوسیالیست همکاری نزدیک داشت.
برنهارد هارده با ادعای حدود ۳۰۰ هوادار خود، گروه اتحادیه جهانی نازی‌ها را در ایسلند تشکیل داد. برنهارد برادر نخست‌وزیر آینده، گیر هارده بود.
یک حزب جزئی در جمهوری ایرلند، حزب کارگران ایرلند ناسیونال سوسیالیست، وابسته بود.

### اقیانوسیه
در این قاره حزب سوسیالیست ملی نیوزلند و حزب ملی سوسیالیست استرالیا به اتحادیه جهانی نازی‌ها وابسته بودند.

## اعضا
- بولیوی - Frente de Accion Patriota
- برزیل - حزب ناسیونال سوسیالیست برزیل
- بلغارستان - اخوان بزرگ Sarmatian
- کانادا - حزب ملی-سوسیالیست کانادا
- شیلی - جنبش ناسیونال شویالیست Trabajadores Chilenos , Movimiento Gancho del Lobo , IMNS، لشکر سربازان فردا شیلی
- کاستاریکا - Resistencia Ideologica Nacional Socialista de Costa Rica
- فنلاند - Suomen Kansallissosialistinen Työväenpuolue , SKSTP-NSFAP
- فرانسه - Mouvement National-Socialiste Français , PHENIX
- یونان - ناسیونالیسم اروپایی و ناسیونالیسم هلنی
- گواتمالا - Frente Nacional Socialista de Guatemala
- ایران - حزب سومکا ، حزب ناسوکا ، حزب کاویان
- ایتالیا - Comunità politica di Avanguardia , Movimento Fascismo e Libertà
- ژاپن - حزب ناسیونال سوسیالیست کارگران ژاپن
- مکزیک - حزب ملی سوسیالیست مکزیک، سل نگرو، اتحادیه ملی Synarchist
- نروژ - جنبش ملی سوسیالیست نروژ
- پرو - حزب نازی
- رومانی - پیشتاز ملی رومانی، جبهه ۱۴ رومانی، ویکتوریا فینالا
- روسیه و بلاروس - وحدت ملی روسیه، RNE AP، سازمان ملی سوسیالیست
- صربستان - Rasonalisti صربستان، اقدام صربستان
- اسپانیا - اتحاد ملی، NuevOrden España
- سوئد - جنبش ملی سوسیالیست واحد نوردیک-اسکاندیناوی، لیگ ملی سوئد (Sveriges Nationella Förbund)
- اوکراین - اتحاد ملی برای آزادی تعادل اوکراین، بلوک تعادل اوکراین
- انگلستان - جامعه ۹ نوامبر، سپاه آزاد انگلیس، حزب خلق انگلیس
- ایالات متحده - جنبش ناسیونال سوسیالیست، راه حل نهایی ۸۸
- ترکیه - جنبش ملی سوسیالیست، راه حل نهایی ۲۰۱۶
- ونزوئلا - حزب نازی ونزوئلا